# Tonbi (phim truyền hình 2013)
Tonbi (とんび) là bộ phim truyền hình 2013 dựa trên bộ tiểu thuyết an khách cùng tên của Shigematsu Kiyoshi. Phim được phát sóng trên kênh TBS từ ngày 13 tháng 1 đến ngày 17 tháng 3 năm 2013 lúc 21:00, gồm 10 tập với sự tham gia của Uchino Masaaki, Sato Takeru, Tokiwa Takako, Fukiishi Kazue, Nomura Hironobu, Asou Yumi.
Khác với nguyên gốc, bộ phim lấy thời điểm diễn ra câu chuyện từ năm 1972 đến năm 2000 (sau thời điểm trong tiểu thuyết 10 năm) và mốc thời gian mở đầu không phải là vụ ném bom nguyên tử xuống thành phố Hiroshima. Tonbi đã đưa người xem đến với những giá trị nhân văn sâu sắc của tình cảm gia đình và tình làng nghĩa xóm giữa người với người.

## Nội dung
Bộ phim được dựa trên cuốn tiểu thuyết bán chạy nhất cùng tên của Shigematsu Kiyoshi, kể về câu chuyện của một người đàn ông góa vợ và đứa con trai duy nhất của ông, sau cái chết của người vợ. Ichikawa Yasuo (Uchino Masaaki), hay còn được gọi là Yasu, là một người khá ngốc, không có bằng cấp gì, tích cách lại bộc trực. Tuy nhiên, giống như tất cả các bậc cha mẹ khác, ông rất yêu thương đứa con duy nhất của mình, Akira (Sato Takeru). Vì lớn lên không có cha mẹ bên cạnh, Yasu càng trân trọng hạnh phúc gia đình. Ông đã dành tất cả tình yêu cho gia đình nhỏ của mình.
Tuy nhiên, khi Akira đã được 3 năm tuổi, Misako (Tokiwa Takako), vợ của Yasu, qua đời trong một vụ tai nạn. Ông phải một mình chăm sóc cho đứa con trai nhỏ. Cùng với sự giúp đỡ của bạn bè của mình, Yasu đã vượt qua tất cả, và Akira lớn lên trở thành một người chàng trai thông minh và thành công.
"Không gì khác ngoài tình yêu dành cho con... đó là tất cả" - TBS 

## Diễn viên
- Uchino Masaaki vai Ichikawa Yasuo
- Sato Takeru vai Ichikawa Akira (trưởng thành)
  - Igarashi Hinata vai Ichikawa Akira (3 tuổi)
  - Arakawa Shin vai Ichikawa Akira (6 tuổi)
  - Fukuzaki Nayuta vai Ichikawa Akira (11 tuổi)
- Fukiishi Kazue vai Sakamoto Yumi
- Tokiwa Takako vai Ichikawa Misako
- Nomura Hironobu vai Shoun
- Kato Takako vai Sachie
- Otoo Takuma vai Kuzuhara Tetsuya
- Bengal vai President Bito
- Asou Yumi vai Taeko
- Emoto Akira vai Kaiun
- Takahashi Kazuya vai Trưởng phòng Hagimoto
- Uchino Kenta vai Rokukawa Shinnosuke
- Honda Tsubasa vai Matsumoto Kyo
- Hashimoto Mami vai vợ Kuzuhara

## Rating
| Tập                         | Ngày phát sóng      | Tiêu đề | Nhà sản xuất                      | Rating Vùng Kanto |
| --------------------------- | ------------------- | --- | --------------------------------- | ----------------- |
| 01                          | 13 tháng 1 năm 2013 | ~Một câu chuyện cảm động về tình yêu và cuộc sống của một gia đình thời Showa~ Một người đàn ông yêu vợ và con trai trong hơn 30 năm... dành cho tất cả những người cha | Hirakawa Yuichiro                 | 17.0%             |
| 02                          | 20 tháng 1 năm 2013 | Việc quyết định người yêu dấu | Hirakawa Yuichiro                 | 16.1%             |
| 03                          | 27 tháng 1 năm 2013 | Giai đoạn nổi loạn của cha và con | Yamamuro Daisuke                  | 16.0%             |
| 04                          | 3 tháng 2 năm 2013  | Người mẹ thực sự | Hirakawa Yuichiro                 | 12.0%             |
| 05                          | 10 tháng 2 năm 2013 | Từ biệt người yêu dấu | Hirakawa Yuichiro                 | 12.8%             |
| 06                          | 17 tháng 2 năm 2013 | Thời điểm cuối cùng của cha và con | Yamamuro Daisuke                  | 12.6%             |
| 07                          | 24 tháng 2 năm 2013 | Sự khởi hành của cha và con | Nakamae Isamuji                   | 12.9%             |
| 08                          | 3 tháng 3 năm 2013  | Ý chí của Cha và con trai | Hirakawa Yuichiro                 | 12.6%             |
| 09                          | 10 tháng 3 năm 2013 | Sự kết thúc bất ngờ | Nakamae Isamuji Hirakawa Yuichiro | 18.9%             |
| 10                          | 17 tháng 3 năm 2013 | ~Cuối cùng - Cha và con trai~ Món quà kì diệu từ lòng yêu thương và cuộc đời suốt 30 năm...                                                                             | Hirakawa Yuichiro                 | 20.3%             |
| Rating trung bình đạt 15.5% |                     | |                                   |                   |

## Giải thưởng
- 16th Nikkan Sports Drama Grand Prix (Jan - Mar 2013): Best Drama.
- 16th Nikkan Sprots Drama Grand Prix (Jan - Mar 2013): Best Actor - Uchino Masaaki.
- The 2013 Asian Television Awards: Best Drama Series.[6]

## Nguyên gốc

Bìa sách Tonbi

Tiểu thuyết Tonbi của Shigematsu Kiyoshi được phát hành vào năm 2008 bởi nhà xuất bản Kadokawa Shoten. Cuốn sách nhanh chóng trở nên an khách vì cốt truyện gần gũi, nhẹ nhàng và rất nhân văn. Truyện thắp lên trong lòng người đọc ngọn lửa ấm áp của những hạnh phúc gia đình, của tình người.